# لويد جونسون
لويد جونسون (بالإنجليزية: Lloyd Johnson)‏ هو لاعب كرة قاعدة أمريكي، ولد في 24 ديسمبر 1910 في سانتا روسا في الولايات المتحدة، وتوفي في 8 أكتوبر 1980 في ستوكتون في الولايات المتحدة.

## وصلات خارجية
- لويد جونسون على موقعبيزبول رفرنس.كوم (الدوري الرئيسي) (الإنجليزية)